# فرط ميلانين الظفر
فرط ميلانين الظفر (بالإنجليزية: Melanonychia)‏ هو تصبغ صفيحة الظفر الطبيعية بلون بني أو أسود، وقد يظهر بشكل اعتيادي على أصابع الأمريكيين ذوي الأصول الأفريقية نتيجة لإصابات أو أمراض معينة أو دواء أو بعد حالات التهابات مثل الحزاز المسطح والطفح الدوائي الثابت.:790:665

## الأنواع
هنالك نوعان من فرط ميلانين الظفر هما الطولي والمستعرض.:671

## الأهمية السريرية
فرط ميلانين الظفر الطولي قد يكون علامة للورم الميلانيني تحت الظفر (أو الورم الميلانيني النمشي بالنهايات)، كما يشخص في حالات أخرى بأنها حالات تقرح حول ظفري مزمن أو التهاب الظفر الفطري أو ورم دموي تحت الظفر أو ورم حبيبي مقيح أو ورم كبي أو ثؤلول تحت الظفر أو قيلة مخاطية فموية أو ورم ليفي تحت الظفر أو ورم شائكي متقرن أو سرطانة سرير الظفر أو عرن تحت الظفر.